# Arsénio Bano

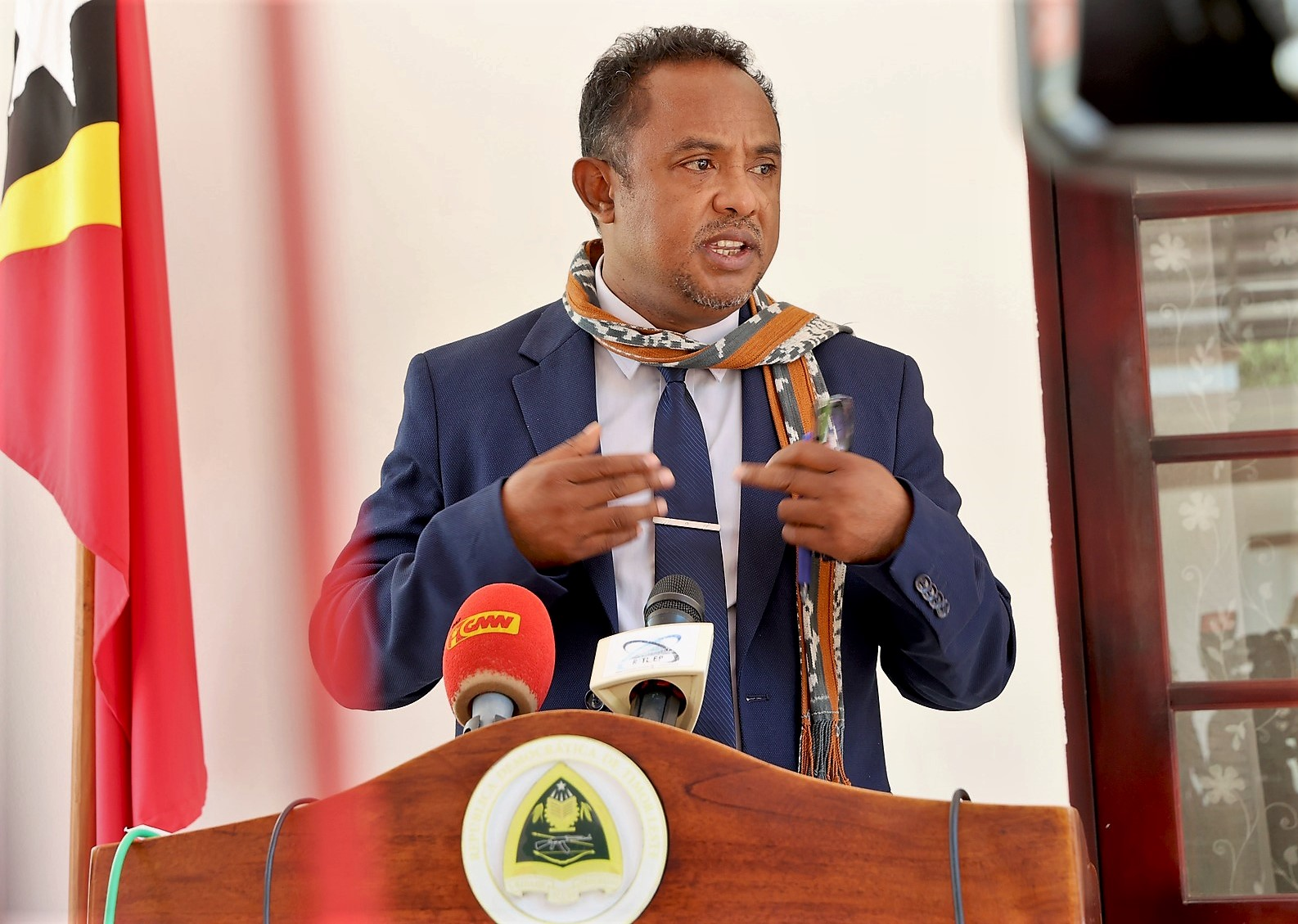
Arsénio Bano (2022)

Arsénio Paixão Bano (* 23. März 1974 in Oe-Cusse Ambeno, Portugiesisch-Timor) ist ein Politiker aus Osttimor. Er gehört der linksgerichteten FRETILIN an.

## Werdegang

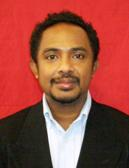
Arsenio Paixão Bano (2007)

Bano begann ursprünglich ein Managementstudium in Indonesien, dass er abbrechen musste, nachdem er im November 1994 mit anderen Studenten zusammen über die Mauer der Botschaft der Vereinigten Staaten in Jakarta gesprungen war, um auf Situation in Osttimor während der indonesischen Besatzung aufmerksam zu machen. Bano konnte nach zwölf Tagen Botschaftsbesetzung nach Portugal ausreisen, von wo er nach London ging. Hier arbeitete er für die Menschenrechtsorganisation TAPOL als Campaign and Research Assistant.
Am 6. Oktober 1999 kehrte Bano nach dem Abzug der Indonesier nach Osttimor zurück und arbeitete zunächst für die Studentenbewegung RENETIL und den CNRT, den Dachverband der osttimoresischen Unabhängigkeitsbewegung. Unter der UN-Verwaltung Osttimors war Bano von 2000 bis 2002 tätig als Executive Director des Forums der Nichtregierungsorganisationen Osttimors FONGTIL, einer Dachorganisation, welche die Arbeit von lokalen und internationalen Nicht-Regierungsorganisationen im Lande koordinierte und diese mit Informationen versorgte. Gleichzeitig war er Vorsitzender der Fundacão Fatu Sinai Oe-cusse FFSO und der Managing Director von Tolas, einer Menschenrechtszeitung in Osttimor.
Bano spricht Baikeno (die Sprache seiner Heimatgemeinde), Tetum, Portugiesisch, Englisch und Bahasa Indonesia.

## Politische Ämter

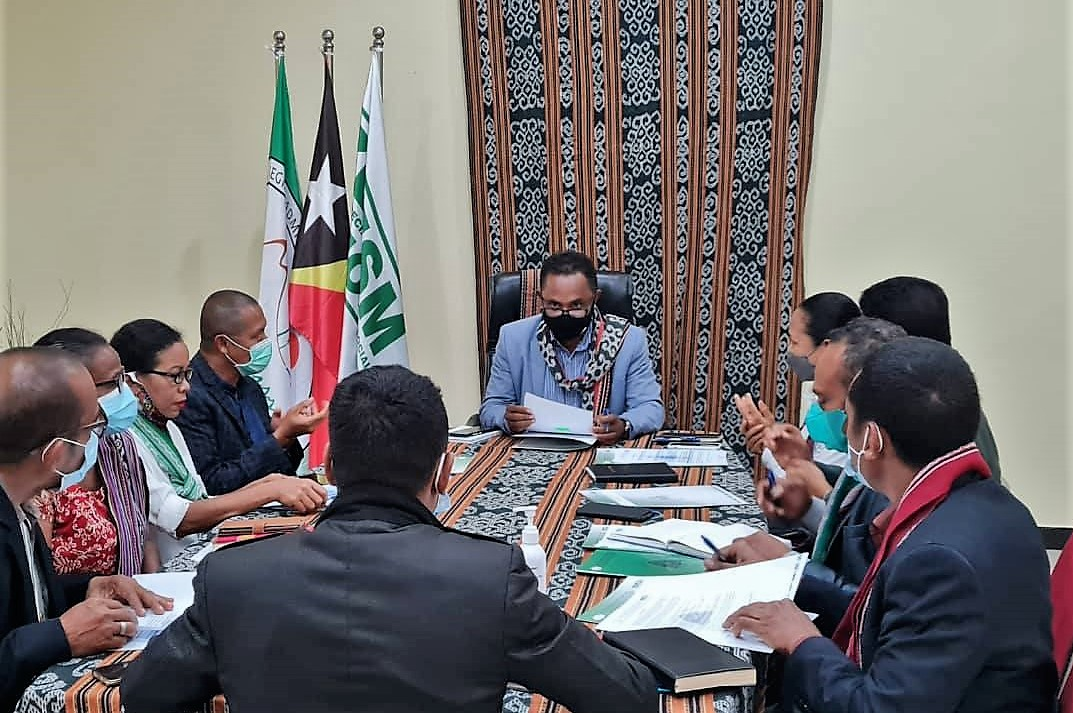
Sitzung der Autoridade da Região Administrativa Especial de Oe-Cusse Ambeno, ARAEO (2021)

Ab dem 30. September 2001 war Bano Staatssekretär für „Arbeit und Solidarität“. Am 26. Juli 2005 wurde er zum Minister berufen. Nach den Wahlen vom 30. Juni 2007 wurde Bano von Maria Domingas Alves abgelöst, die nun das Ministerium für „Soziale Solidarität“ führte.
Seit dem 30. Juli 2007 ist Bano der stellvertretende Parteivorsitzende der FRETILIN. Mit seiner Wahl soll der Generationswechsel vorbereitet werden. Bisher haben noch die Politiker der Unabhängigkeitsbewegung der 1970er die Parteiführung inne. Von 2007 bis 2012 saß er als Abgeordneter im Parlament. Auf der Wahlliste seiner Partei hatte er den Platz drei inne. Bei den Parlamentswahlen 2012 stand Bano nicht mehr auf der Wahlliste.
Später wurde er Projektmanager und Technical Team Coordinator der Sonderzone für soziale Marktwirtschaft (tetum Zona Espesial Ekonomiko Sosial no Merkadu, ZEESM) Oe-Cusse Ambeno. Am 23. Januar 2015 wurde Bano zum Mitglied der Behörde der Sonderverwaltungszone Oe-Cusse Ambeno ernannt.
Von 2017 bis 2018 löste Bano Marí Bin Amude Alkatiri als Präsident der Autonomiebehörde von Oe-Cusse Ambeno ab, während dieser Premierminister war. Nach Alkatiris Abwahl kehrte er auf den Posten in Oe-Cusse Ambeno zurück. Seien Amtszeit war aber gesetzlich bis Juli 2019 begrenzt und die neue Regierung signalisierte, dass sie diese nicht verlängern werde. Alkatiri verzichtete daher auf weitere Ansprüche und trat am Ende seiner Amtszeit ab. Bano wurde daher am 1. August 2019 erneut zum Interim-Präsidenten der Regionalbehörde ernannt, bis im November José Luís Guterres das Amt übernahm. Als dieser aber am 10. Juni 2020 entlassen wurde, erhielt Bano am 12. Juni die Ernennung zum regulären Präsidenten.
Am 24. Januar 2024 wurde Rogério Lobato zum neuen Präsidenten der Autonomiebehörde ernannt.
Bano ist Mitglied des Zentralkomitee der FRETILIN (CCF) und deren Nationaler Politischer Kommission.

## Privates
Bano ist seit 1998 mit der Menschenrechtsaktivistin Kerry Brogan verheiratet. Das Paar hat drei Kinder.